# 沙河口神社
38°55′06″N 121°35′11″E / 38.91840725372782°N 121.58631146760295°E
沙河口神社，建于1914年10月17日，地点在大连市霞町191番地。
沙河口神社被称为“西部大连的守护神”，它与大连神社一起被认定为大连的两大神社。
沙河口神社的分社有稻荷神社和惠比寿神社。

## 历史
1910年12月，满铁在沙河口地区建起了铁道工厂，居住者也日益增加，不到两年这一地区就形成了一个像样的街区，居住户数达到了600多户。居民希望能在自己居住的地区有一个祭祀神灵的地方，于是1912年10月17日神社举行了奠基仪式。
1914年10月竣工，16日举行供奉仪式。
1915年10月5日被正式公认为神社。
1924年沙河口地区正式编入大连市，居民户数已达到3000多户。
早年建起的社殿日显简陋狭隘，为显示信仰和国威，关东局、满铁会社、大连市政府和民政署内有志人士开始商讨社殿改建一事。于是新社殿在1934年开工，1935年9月竣工，9月28日晚举行了迁移仪式。
鸟居是在满铁沙河口铁道工厂做成的。

## 関連項目
- 大連神社